# Johann Theodor Richterich
Johann Theodor Richterich (getauft 29. Dezember 1650 in Aachen; † 25. Dezember 1728 ebenda) war Schöffe und Bürgermeister der Reichsstadt Aachen.

## Leben
Johann Theodor Richterich wurde am 29. Dezember 1650 in Aachen getauft. Seine Eltern waren Wilhelm und Susanna Richterich.
Sein Studium der Rechte schloss Johann Theodor mit dem Lizentiat ab. 1717 wurde er als Bürgermeister der Zünfte (Bürgerbürgermeister) gewählt. 1720 wurde er als Schöffe vereidigt, 1721 trat er der Sternzunft bei, der Standesvertretung der Aachener Schöffen. Von 1723 bis 1728 war er dreimal Schöffenbürgermeister.
In seiner Amtszeit 1725/1726 gehörte Richterich zusammen mit dem Bürger-Bürgermeister Martin Lambert de Lonneux zu der Delegation, die am 6. Oktober 1725 der Schwester von Karl VI. und neuen Statthalterin der Spanischen Niederlande, Erzherzogin  Maria Elisabeth von Österreich, ihre Hochachtung erwies.
Am 25. Dezember 1729 starb Johann Theodor Richterich, am 27. Dezember wurde er in der Nikolauskirche beigesetzt.

## Familie
Johann Theodor Richterich war dreimal verheiratet. Aus seiner ersten Ehe mit Margaretha Franziska Hennes († 1785) stammt eine Tochter (* 1784). Aus seiner zweiten Ehe mit Johanna Maria de Fraye aus Brüssel gingen ein Sohn und zwei Töchter hervor. Vor 1719 heiratete Johann Theodor die Maria Elisabeth Ossemans. Aus dieser Ehe stammen Joseph Xaver von Richterich, der später ebenfalls Schöffe und mehrfacher Bürgermeister wurde, und zwei Töchter.